# Marco Vaccari
Marco Vaccari (Milano, 17 luglio 1966) è un ex velocista italiano, bronzo con la staffetta 4x400 m ai campionati mondiali indoor di Siviglia 1991, ove la squadra italiana stabilì, con Nuti, Petrella ed Aimar, l'attuale record italiano con 3'05"51.

## Carriera
La sua migliore stagione fu il 1997, allorché fu 2º ai Giochi del Mediterraneo, con 45"84 e 3º in Coppa Europa, con 46"40. È stato anche 6 volte campione italiano.

## Palmarès
| Anno | Manifestazione              | Sede              | Evento  | Risultato | Tempo   | Note             |
| ---- | --------------------------- | ----------------- | ------- | --------- | ------- | ---------------- |
| 1991 | Campionati mondialii indoor | Siviglia          | 4x400 m | Bronzo    | 3'05"51 | Record nazionale |
| 1997 | Coppa Europa                | Monaco di Baviera | 400 m   | Bronzo    | 46"40   | [ 2 ]            |
| 1997 | Giochi del Mediterraneo     | Bari              | 400 m   | Argento   | 45"84   | [ 1 ]            |

Titoli italiani individuali (6)
- Campionati italiani assoluti
  - 400 m: 4 titoli, (1992, 1994, 1997 e 1999)[3]
- Campionati italiani assoluti indoor[4]
  - 200 m: 1 titoli, (1996)
  - 400 m: 1 titoli, (1997)